# Memorias del ángel caído
Memorias del ángel caído es una película de terror española estrenada en 1997. Fue dirigida por David Alonso y Fernando Cámara. La película de una duración total de 95 minutos, fue presentada en 1997 en el Festival de Sitges, dentro de la Sección oficial de largometrajes a concurso, donde recibió el galardón de esa categoría. Ambos directores debutaron por primera vez en la gran pantalla con este largometraje. Entre el reparto se encuentran actores de renombre del panorama español como Santiago Ramos, Héctor Alterio, José Luis López Vázquez, Emilio Gutiérrez Caba y Juan Echanove.  
La historia se sitúa en una parroquia de Madrid en la que varias personas fallecen envenenadas tras recibir la comunión en un oficio, narra el extraño suceso de que estos recuperan su vida cuando les van a practicar la autopsia. El rodaje se llevó a cabo entre Madrid y Guadalajara.

## Argumento
En una parroquia de Madrid varias personas mueren envenenadas tras comulgar, por lo que da comienzo una investigación policial. Paralelamente los sacerdotes que continúan en el interior de la parroquia, comienzan a sufrir extrañas visiones. Además, la trama se complica cuando los diferentes miembros del grupo recuperan su vida cuando se les iba a realizar la autopsia para determinar la causa de su muerte. Los agentes sospechan que los hechos podrían atribuirse a una banda que comercia con drogas de diseño, sin embargo este último giro hace que pongan su atención en un misterioso libro antiguo que predecía que algo así podría ocurrir.

## Reparto
- Santiago Ramos como Francisco.
- José Luis López Vázquez como Antonio.
- Emilio Guitiérrez Caba como Vicente.
- Asunción Balaguer como Juana.
- Tristán Ulloa como Alberto.
- Luis Perezagua como Jorge.
- Héctor Alterio como Julio.
- Juan Echanove como Carlos.

## Producción

### Rodaje
En la película, situada en Madrid, cobra especial relevancia la ubicación de la parroquia donde transcurre la historia, la Iglesia de Santa Bárbara del Monasterio de las Salesas Reales fue la elegida como escenario protagonista. La obra de Ventura Rodríguez que data del SXVIII, característica tanto por su fachada como por su gran escalinata constituyeron la ubicación ideal para el rodaje de la acción.

### Banda sonora y fotografía
La banda sonora fue elaborada en su totalidad por Fernando Cámara y el director de imagen y fotografía fue Fernando Arribas.

## Estreno
La película se estrenó el 17 de octubre de 1997 en España en el Festival de Sitges, en la Sección oficial de largometrajes a concurso. En Portugal fue estrenada en 1998 en el Festival Internacional de Cine de Fantasporto.

## Recepción
Contó con un total de 66.584 espectadores con los que se recaudaron 228.443,98 €.

## Premios y candidaturas

### Premios
- 1997 - Festival de Sitges: Sección oficial de largometrajes a concurso

### Candidaturas
- 1997 - Festival de Sitges: Candidata al premio a la Mejor Película
- 1998 - Premios Goya: David Alonso y Fernando Cámara candidatos a Mejor Director Novel[8]